# Saponé
Saponé – miasto w Burkinie Faso, w Prowincji Bazéga. Według danych szacunkowych na rok 2010 liczy 19 377 mieszkańców.